# 미국 홀로코스트 기념관

미국 홀로코스트 기념관 로고

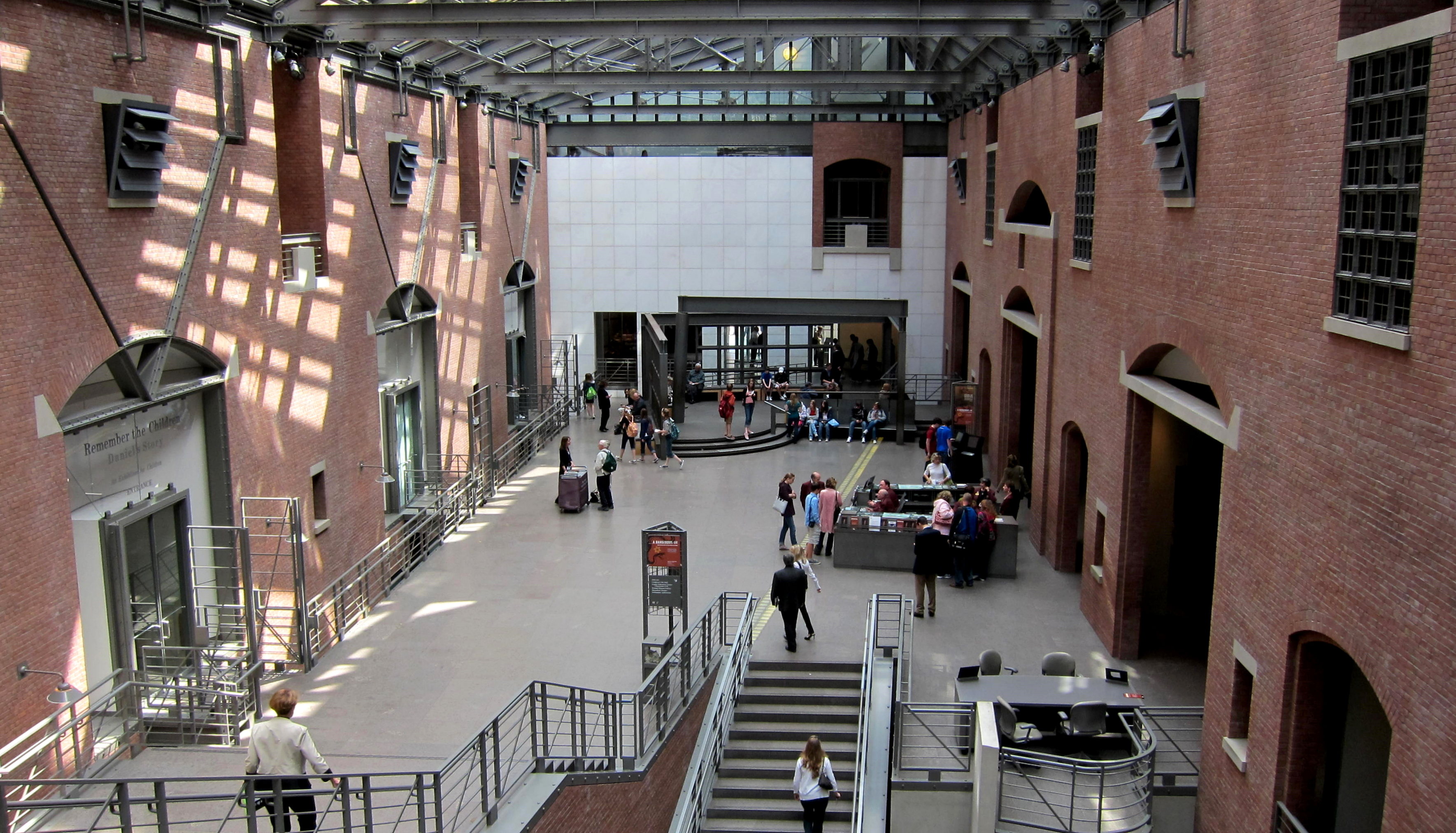
미국 홀로코스트 기념관 내부

미국 홀로코스트 기념관(영어: United States Holocaust Memorial Museum)은 미국 워싱턴 D.C.에 위치한 홀로코스트 추모 박물관이다. 1980년 지미 카터가 설립한 홀로코스트 대통령 위원회의 보고서를 토대로 박물관을 승인해 1993년 4월 22일 설립하였다.

## 같이 보기
- 학살된 유럽 유대인을 위한 기념물
- 라울 발렌베리
- 지몬 비젠탈 센터
- 야드바솀
- 욤 하쇼아